# Jamasita Haruhiro
Jamasita Haruhiro (山下 治広; Hepburn: Yamashita Haruhiro; Uvadzsima, 1938. november 11. –) kétszeres olimpiai bajnok és többszörös világbajnok japán szertornász. Az 1964. évi nyári olimpiai játékokon ugrásgyakorlatban, valamint csapatban szerzett aranyérmet. Házasságkötését követően vezetéknevét Macudára (松田) változtatta, nagynénje vezetéknevére, aki felnevelte.

## Élete és pályafutása
1961-ben végzett a Nippon Sporttudományi Egyetemen, ahol később professzor, majd professor emeritus lett. Az 1970-es években az Indianai Állami Egyetemen volt segédedző, valamint itt kezdte kutatásait a bioritmus témakörében.
Jamasita a japán tornászcsapat felkészítője volt az 1976. évi nyári olimpiai játékokra, majd az 1990-es Ázsia-játékokra. A Japán Tornászszövetségben is betöltött vezető pozíciókat.
2000-ben bekerült a Tornászok Nemzetközi Hírességeinek Csarnokába. Uvadzsima városa díszpolgárrá avatta.

### Olimpiai szereplése
| Versenyző                                                                             | Versenyszám      | Selejtező | Selejtező | Döntő    | Döntő    |
| Versenyző                                                                             | Versenyszám      | Pontszám  | Helyezés  | Pontszám | Helyezés |
| ------------------------------------------------------------------------------------- | ---------------- | --------- | --------- | -------- | -------- |
| Jamasita Haruhiro                                                                     | Talaj            | 19,15     | 7.        | kiesett  | kiesett  |
| Jamasita Haruhiro                                                                     | Ugrás            | 19,50     | 1.        | 19,600   |          |
| Jamasita Haruhiro                                                                     | Korlát           | 19,30     | 6.        | kiesett  | kiesett  |
| Jamasita Haruhiro                                                                     | Nyújtó           | 19,25     | 6.        | kiesett  | kiesett  |
| Jamasita Haruhiro                                                                     | Gyűrű            | 19,75     | 21.       | kiesett  | kiesett  |
| Jamasita Haruhiro                                                                     | Lólengés         | 19,15     | 4.        | 19,075   | 4.       |
| Jamasita Haruhiro                                                                     | Egyéni összetett |           |           | 115,10   | 6.       |
| Curumi Súdzsi Endó Jukio Hajata Takudzsi Jamasita Haruhiro Micukuri Takasi Ono Takasi | Csapat összetett |           |           | 577,95   |          |